# Michael Gokum
Michael Gobal Gokum (ur. 18 lutego 1964 w Kadyis) – nigeryjski duchowny katolicki, biskup Pankshin od 2014.

## Życiorys

### Prezbiterat
Święcenia kapłańskie przyjął 16 listopada 1991 i został inkardynowany do archidiecezji Jos. Po killuletnim stażu duszpasterskim został misjonarzem fidei donum, wspomagając duszpastersko wiele parafii archidiecezji Abudży. Pracował też jako przewodniczący tamtejszej komisji katechetycznej oraz jako archidiecezjalny duszpasterz młodzieży.

### Episkopat
18 marca 2014 papież Franciszek prekonizował go biskupem ordynariuszem Pankshin. Sakry biskupiej udzielił mu 12 czerwca 2014 metropolita Abudży - kardynał John Onaiyekan.